# 扁背尖鼻魨
扁背尖鼻魨（学名：Canthigaster compressa），又名細紋扁背魨、紋扁背魨、尖嘴規、規仔，为輻鰭魚綱魨形目四齒魨亞目四齒魨科扁背魨屬下的一个种，為熱帶海水魚，分布於西太平洋區，從菲律賓至索羅門群島，北起日本，南迄萬那杜海域，體長可達12公分，棲息在淺水域，生活習性不明。